# Казе Болцано (Сијена)
Казе Болцано је насеље у Италији у округу Сијена, региону Тоскана.
Према процени из 2011. у насељу је живело 28 становника. Насеље се налази на надморској висини од 252 м.